# 남코 시스템 357
남코 시스템 357(Namco System 357)은 소니 플레이스테이션 3 기반의 아케이드 기판이다. 2007년 철권 6의 보드로서 출시되었다. 전작과 달리 다른 제조업체들에 의해 널리 채택되지 못했다.
2011년, 남코는 업그레이드된 버전의 아케이드 보드 시스템 369를 출시했으며 철권 태그 토너먼트 2에 사용했을 때 시스템 359라는 이름이 사용되었다. 시스템 369의 사양은 슬림 모델의 리테일 PS3 게임기와 동일하다.

## 사양
- CPU: 3.2GHz 파워PC 기반 파워 프로세싱 엘리먼트(PPE)와 6개의 SPE(Synergistic Processing Element)로 구성되는 셀 브로드밴드 엔진
- 시스템 메모리: 256MB XDR DRAM
- 그래픽: 엔비디아 GeForce 7800 기반 RSX 'Reality Synthesizer' (256MB GDDR3 랜덤 액세스 메모리)
- 미디어: 내부 HDD (게임 저장용)
- UI: 소니 XMB[2]

## 시스템 357 / 369 게임 목록
- 데드스톰 파이러츠 (2010)
- 데드스톰 파이러츠 스페셜 에디션 (2014)
- Dragon Ball ZENKAI Battle Royale (2011)
- Dragon Ball ZENKAI Battle Royale - Super Saiyan Awakening (2012)
- 기동전사 건담: 익스트림 Vs. (2010)
- 기동전사 건담: 익스트림 Vs. 풀 부스트 (2012)
- 기동전사 건담: 익스트림 Vs. 맥시 부스트 (2014)
- 기동전사 건담: 익스트림 Vs. 맥시 부스트 ON (2016)
- 레이징 스톰 (2009)
- 신 태고의 달인 (2011)
- 신 태고의 달인 (C/N:KATSU-DON) (2013)
- 신 태고의 달인 하늘색 버전 (2013)
- 신 태고의 달인 분홍색 버전 (2013)
- 신 태고의 달인 연두색 버전 (2014)
- 신 태고의 달인 보라색 버전 (2015)
- 신 태고의 달인 WHITE (2015)
- 신 태고의 달인 RED (2016)
- 신 태고의 달인 YELLOW (2017)
- 신 태고의 달인 BLUE (2018)
- 신 태고의 달인 GREEN (2019)
- 철권 6 (2007)
- 철권 6 블러드라인 리벨리온 (2008)
- 철권 태그 토너먼트 2 (2011)
- 철권 언리미티드 (2012)